# ISS-Expedition 66
ISS-Expedition 66 ist die Missionsbezeichnung für die 66. Langzeitbesatzung der Internationalen Raumstation (ISS). Die Mission begann mit dem Abkoppeln des Raumschiffs Sojus MS-18 von der ISS am 17. Oktober 2021 und endete mit dem Abkoppeln von Sojus MS-19 am 30. März 2022.

## Besatzung
Ankunft vor Expeditionsbeginn mit Sojus MS-18 am 9. April 2021:
- Pjotr Dubrow (1. Raumflug), Bordingenieur (Russland/Roskosmos)
- Mark Vande Hei (2. Raumflug), Bordingenieur (USA/NASA)

Ankunft vor Expeditionsbeginn mit SpaceX Crew-2 am 24. April 2021 (Rückflug 8. November 2021):
- Robert S. Kimbrough (3. Raumflug), Bordingenieur (USA/NASA)
- Katherine Megan McArthur (2. Raumflug), Bordingenieur (USA/NASA)
- Akihiko Hoshide (3. Raumflug),[5]/Bordingenieur (Japan/JAXA)
- Thomas Pesquet (2. Raumflug), Bordingenieur/Kommandant (bis Ende Oktober 2021)[6] (Frankreich/ESA)

Ankunft vor Expeditionsbeginn mit Sojus MS-19 am 5. Oktober 2021:
- Anton Nikolajewitsch Schkaplerow (4. Raumflug), Bordingenieur/Kommandant (ab November 2021) (Russland/Roskosmos)

Ankunft mit SpaceX Crew-3 am 12. November 2021:
- Raja Chari, Bordingenieur (1. Raumflug, USA/NASA)
- Thomas Marshburn, Bordingenieur (3. Raumflug, USA/NASA)
- Matthias Maurer, Bordingenieur (1. Raumflug, Deutschland/ESA)
- Kayla Barron, Bordingenieur (1. Raumflug, USA/NASA)

Vom 4. Oktober bis zum 8. November 2021 stellte Frankreich mit Thomas Pesquet erstmals den ISS-Kommandanten.
Ankunft mit Sojus MS-21 am 18. März 2022:
- Oleg Germanowitsch Artemjew, Kommandant (Russland/Roskosmos)
- Denis Matwejew, Bordingenieur (Russland/Roskosmos)
- Sergei Wladimirowitsch Korsakow, Bordingenieur (Russland/Roskosmos)

### Ersatzmannschaft
Seit Expedition 20 wird wegen des permanenten Trainings für die Besatzungen keine offizielle Ersatzmannschaft mehr bekanntgegeben. Inoffiziell gelten die Backup-Crews der jeweiligen Zubringerraumschiffe (siehe dort) als Ersatzmannschaft. In der Regel kommen diese Crews dann jeweils zwei Missionen später selbst zum Einsatz.

## Missionsverlauf
Am 15. November 2021 wurde eine Teilevakuierung durchgeführt, nachdem Russland mit einer ASAT-Rakete einen ausgedienten sowjetischen Aufklärungssatelliten zerstört hatte und die mehr als 1500 auffindbaren Trümmer eine potentielle Bedrohung für die ISS und ihre Besatzung darstellten. Zu einem Zusammenstoß der ISS mit dem Weltraumschrott kam es aber nicht. Bei der Teilevakuierung wurden Türen zu verschiedenen Modulen der Station verschlossen und die Besatzungsmitglieder stiegen in die angedockten Raumschiffe (in dem Fall Crew-Dragon und Sojus), ohne aber abzudocken.

## Filmdreh während der Mission
Während der Expedition wurde auf der ISS der russische Film The Challenge – Die Herausforderung gedreht. Es ist der erste Film in Spielfilmlänge, der im Weltraum von professionellen Filmemachern gedreht wurde. Die Schauspielerin Julija Peressild und der Regisseur Klim Schipenko waren dazu mit der Sojus MS-19 am 5. Oktober 2021 ebenfalls auf die ISS geflogen. 